# Palais des sports de Beaulieu
Pour les articles homonymes, voir Palais des sports et Beaulieu.
Le palais des sports de Beaulieu (ou simplement abrégé en « Palais des Sports »), est un équipement omnisports nantais, situé sur l'île de Nantes, et constitué de plusieurs salles dont la plus grande baptisée « H Arena » a une capacité pouvant atteindre 5 500 places. S'y ajoutent six salles annexes, dont l'une de 500 places.
Le palais des sports de Beaulieu a pour équipe résidente le HBC Nantes (handball masculin).
Il ne doit être confondu avec le complexe sportif Mangin-Beaulieu situé lui aussi sur l'île de Nantes à plus de 600 mètres au sud-ouest du palais des sports.

## Histoire
La construction de ce palais des sports entre dans le cadre de l'aménagement de la ZUP de Beaulieu, décidé dans les années 1960.
Les premiers dessins du bâtiments respectent une architecture aux formes géométriques de base, dont le symbole est l'immeuble du Tripode (aujourd'hui démoli) qui se trouvait à environ 250 mètres à l'ouest du site.
Les architectes Georges Evano et Jean-Luc Pellerin, chargés de la réalisation de l'édifice, prennent quelques années plus tard le contrepied de ce choix. Alors que la forme initiale envisagée est un pentagone, celle du « palais » édifié ne peut être définie. Au lieu du béton envisagé, l'enveloppe du bâtiment est faite de verre teinté de noir, appuyé sur une structure métallique. Alors que l'emploi de cette technique innovante fait scandale pour la construction, à la même période, du Centre Pompidou dans l'environnement architectural de Paris, le résultat est perçu positivement dans le cadre du quartier neuf de Beaulieu. Le béton est utilisé pour le socle du bâtiment et les gradins, et les parties visibles à l'extérieur sont peintes en rouge vif. Le complexe sportif est conçu comme un lieu de spectacle. La configuration architecturale permet une circulation plus fluide que dans le cas de tribunes classiques. Georges Evano s'inspire du ruban de Möbius pour concevoir la salle, afin d'éviter l'effet de vide en cas de faible affluence. Il a évité la symétrie, et proposé de multiples plans de visions.
La principale prouesse architecturale du bâtiment est la grande portée de sa structure métallique. Celle-ci, qui supporte la couverture de la salle sur une portée de 86 mètres, a valu au palais des sports de Beaulieu l'attribution du prix européen de l'architecture l'année de son inauguration. Le bâtiment a été construit en deux tranches, de 1967 à 1973 et de 1975 à 1979.
La capacité de la salle est d'environ 4 500 places assises, plus 1 000 places supplémentaires après installation de tribunes additionnelles, selon avis de la commission départementale de sécurité, soit un total de 5 500 places.
Le palais des sports de Beaulieu étant devenu l'installation de résidences du HBC Nantes (handball masculin) et du NLA Handball (féminin), l'équipe de basket-ball de l'Hermine de Nantes Atlantique s'est installée dans la salle de Mangin-Beaulieu où se trouvait jusqu'alors le HBC Nantes.
Le complexe sportif, haut lieu des rencontres sportives en salle de la métropole nantaise, a connu au fil des ans des problèmes liés à la vétusté. En 2008, il a fait face à de nombreux problèmes de toitures (fuites d'eau…). Des travaux sont décidés en 2010, alors que parallèlement, l'association Nantes Métropole Omnisport réclame l'abandon du palais des sports de Beaulieu pour la création d'une arena. D'un point de vue esthétique, l'ouvrage conserve son intérêt, alors que l'île Beaulieu est en pleine transformation.
Conséquence de la transformation de la communauté urbaine en métropole, il devient un équipement métropolitain le 1er janvier 2015.
En 2015 ont débuté des travaux de rénovation et d'extension. D'un coût de 40 millions d'euros, ils comprennent une mise aux normes (solidité de la charpente, électricité, accessibilité, isolation), la reprise des sols, le remplacement du parquet, l'amélioration du confort acoustique et thermique, ainsi que l'occultation des parois vitrées. Deux halls d'accueil sont construits  : l'un initialement prévu dans le projet d'origine des années 1970 pour la salle 5000 et l'autre pour la salle 500. Des locaux de convivialité permettant d’offrir aux clubs des espaces nécessaires au développement de leur partenariat privé sont également érigés. Ces travaux réalisés en trois phases ont été terminés en janvier 2021,.

## Événements

### Avant 2011
- Finale de l'Euroligue de basket-ball, 3 avril 1974[12]
- Tour final du Championnat d'Europe de basket-ball 1983
- Finale de la Coupe Saporta de basket-ball, 17 mars 1992[13]
- Demi-finale de la Coupe Davis 1996 contre l'Italie[14]
- Championnat du monde masculin de handball 2001
- Championnat du monde féminin de handball 2007
- Phase finale de la Coupe de la Ligue masculine de handball, 13 et 14 mars 2010[15]

### Depuis 2011
- Championnat de France de D1 de handball (HBC Nantes).
- Championnat de France de D1 et D2 féminine de handball (NLA Handball)
- matchs du HBC Nantes en Coupe d'Europe, notamment le Final Four de la Coupe de l'EHF les 18 et 19 mai 2013 et la Ligue des champions depuis sa réouverture pour la saison 2018-2019
- Phase finale de la Coupe de la Ligue masculine de handball, 10 et 11 décembre 2011[16] (LNH)

## Équipement
Le palais des sports de Beaulieu est situé au numéro 5 de la rue André-Tardieu. La grande salle, recouverte d'un parquet, a une surface de 60 m sur 40 m, ses tribunes peuvent accueillir 5 000 personnes. La petite salle, d'une capacité de 500 places, mesure 44 m sur 24 m.
Des tatamis sur parquet sont présents dans la salle de karaté, qui mesure 20 m sur 12 m, et celle de judo, 20 sur 18 m. Celle d'haltérophilie présente une surface de tartan, couvrant 20 m sur 10 m. Le même type de revêtement est présent dans la salle de boxe (20 m sur 9 m). La salle de gymnastique, dotée de tapis, mesure 48 m sur 20 m.
En outre, le complexe comporte une salle de réceptions et une salle de réunions.

## Accès
Le site est accessible par les transports en commun de l'agglomération nantaise :
- Ligne 4 du Busway, stations Île de Nantes et Tripode ;
- Ligne 5 du Busway, arrêts Île de Nantes et Conservatoire.